# Cantón de Gray
El cantón de Gray es una división administrativa francesa, situada en el departamento de Alto Saona y la región Franco Condado.
Su consejero general es Claudy Chauvelot-Duban.

## Geografía
Este cantón está organizado alrededor de Gray en el distrito de Vesoul. Su altitud varía de 186 m (Apremont) a 260 m (Angirey) con una altitud media de 202 m.

## Composición
El cantón de Gray agrupa 21 comunas:
- Ancier
- Angirey
- Apremont
- Arc-lès-Gray
- Battrans
- Champtonnay
- Champvans
- Cresancey
- Esmoulins
- Germigney
- Gray
- Gray-la-Ville
- Igny
- Noiron
- Onay
- Saint-Broing
- Saint-Loup-Nantouard
- Sauvigney-lès-Gray
- Le Tremblois
- Velesmes-Échevanne
- Velet

## Demografía
| 13 281 | 14 830 | 16 156 | 15 466 | 14 728 | 14 280 |
| Para los censos de 1962 a 1999 la población legal corresponde a la población sin duplicidades (Fuente: INSEE [Consultar]) |        |        |        |        |        |